# Parafia św. Aleksandra Newskiego i św. Serafina z Sarowa w Liège
Parafia św. Aleksandra Newskiego i św. Serafina z Sarowa – prawosławna parafia w Liège. Do 2018 r. była w jurysdykcji Zachodnioeuropejskiego Egzarchatu Parafii Rosyjskich, podlegającego Patriarchatowi Konstantynopolitańskiemu. Obecnie wchodzi w skład dekanatu Beneluksu Arcybiskupstwa Zachodnioeuropejskich Parafii Tradycji Rosyjskiej Patriarchatu Moskiewskiego.

## Historia
Rosjanie, wyznawcy prawosławia, byli obecni w Liège od XIX wieku, jednak stała parafia powstała w mieście dopiero po rewolucji październikowej, gdy Belgia stała się jednym z miejsc zamieszkania rosyjskich emigrantów. W 1920 ks. Władimir Fiodorow doprowadził do założenia w Liège kaplicy domowej, w której regularnie odbywały się nabożeństwa.  Do 1931 liczba parafian wzrosła do ok. 100 rosyjskich rodzin. Ks. Walentin Romienski, opiekujący się parafią, uzyskał od władz miasta nowy budynek, wynajmowany od miejscowego muzeum. 16 grudnia 1944 prowizoryczna cerkiew została niemal całkowicie zniszczona przez niemiecką bombę.
W 1948 parafianie rozpoczęli zbiórkę pieniędzy na wzniesienie wolno stojącej świątyni na wykupionej wcześniej działce budowlanej przy ul. Laveu. W kweście wzięli udział nie tylko prawosławni mieszkańcy Liège, ale również Belgowie wyznania katolickiego lub protestanci. Datek na budowę cerkwi przekazała m.in. królowa belgijska Elżbieta. W 1953 obiekt został poświęcony.
Przy świątyni powstała biblioteka rosyjska.
Parafia, początkowo etnicznie rosyjska, zrzesza obecnie wyznawców prawosławia tej narodowości, jak również Belgów. Językiem liturgicznym pozostaje cerkiewnosłowiański. Używany jest kalendarz juliański.
W latach 90. XX wieku proboszczem parafii był Gabriel (de Vylder), późniejszy egzarcha zachodnioeuropejski.